# Nyctosaurus
Nyctosaurus („Nacht-Echse“) war ein Kurzschwanzflugsaurier (Pterodactyloidea) aus der Oberkreide von Nordamerika. Fossilien von Nyctosaurus wurden in der Niobrara-Formation in Kansas in den Vereinigten Staaten gefunden, sind aber wesentlich seltener als die des verwandten Pteranodons. Während der Kreidezeit war das Gebiet von einem großen, flachen Meer, dem Western Interior Seaway bedeckt. Aus der späten Kreidezeit von Brasilien stammt ein einzelner, unvollständig erhaltener Oberarmknochen, der Nyctosaurus zugeordnet wird. Weitere ähnlich alte Funde sind aus dem Ouled-Abdoun-Becken in Marokko überliefert, sie werden aber mit Alcione, Simurghia und Barbaridactylus zu anderen Gattungen verwiesen.

## Merkmale

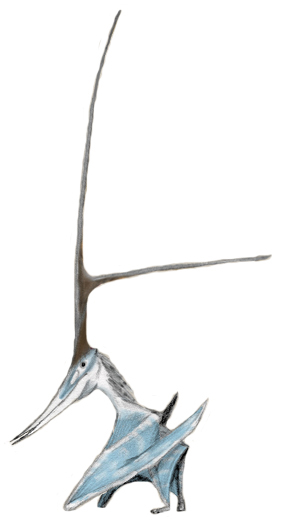
Nyctosaurus gracilis, Darstellung in laufender Position

Die Typusart Nyctosaurus gracilis trug einen enorm verlängerten Hinterhauptkamm. Einige Wissenschaftler nehmen an, dass dieser Kamm möglicherweise ein Hautsegel stützte, das für die Flugstabilität beim Fischfang wichtig war. Nyctosaurus hatte eine Flügelspannweite von 2,4 bis 2,9 Meter. Sein Flugfinger bestand nicht wie bei den übrigen Flugsauriern aus vier, sondern nur aus drei Gliedern. Wie Pteranodon war Nyctosaurus zahnlos. Sein Schädel erreichte ohne Knochenkamm eine Länge von 30 cm.

## Arten
- Nyctosaurus gracilis, Kansas
- Nyctosaurus lamegoi, Brasilien
- Nyctosaurus sp. aus New Mexico